# Science Museum of Minnesota
Science Museum of Minnesota är ett amerikanskt vetenskapsmuseum i Saint Paul, Minnesota, USA. Museet grundades 1907. 

## Permanenta utställningar

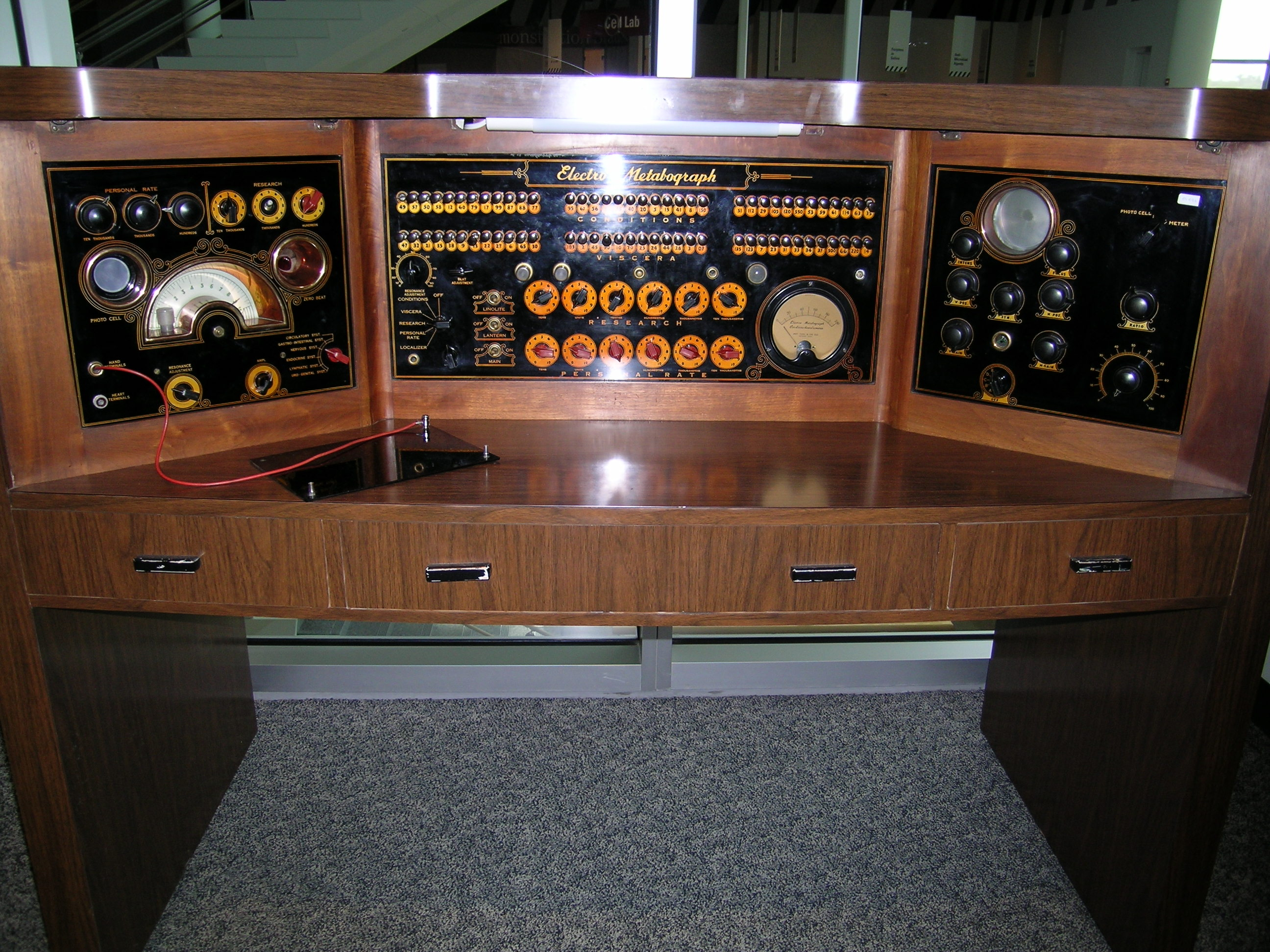
"The electro-metabograph machine" i "Quackery Hall of Fame"

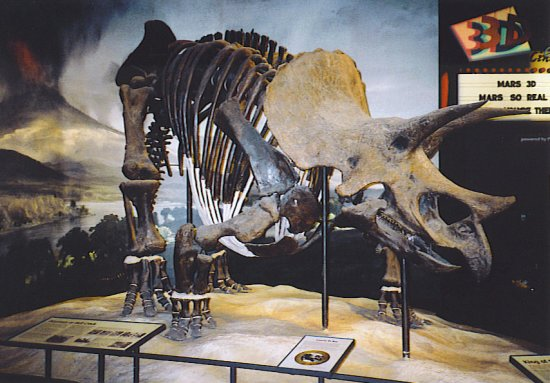
Ett skelett från en dinosaurie av Triceratops-släktet

Det finns ett flertal permanenta utställningar. Bland annat följande:
- Dinosaurieutställningen
- Utställningen om mänskliga organ
- Den naturvetenskapliga experimentutställningen
- Utställningen om Mississippifloden

## Omnitheater-filmer
Museet har varit en ledande producent av så kallade Omnitheater-filmer.
- Genesis (1978)
- Living Planet (1979)
- The Great Barrier Reef (1981)
- Darwin on the Galapagos (1983)
- Seasons (1987)
- Ring of Fire (1991)
- Tropical Rainforest (1992)
- Search for the Great Sharks (1995)
- The Greatest Places (1998)
- Jane Goodall's Wild Chimpanzees (2002)
- "Mummies: Secrets of the Pharoahs" (2011)
- "Amazon" (2011)